# Чиппендейл, Питер
Питер Чиппендейл (англ. Peter Chippendale; 1862, Чёрч — 1941) — английский футболист, защитник, участник первого сезона футбольной лиги Англии.

## Биография
Родился в деревне Чёрч, в графстве Ланкашир, в 1862 году. Выступал за местную футбольную команду. В первом в истории профессиональном чемпионате Англии сыграл 6 матчей в составе клуба «Аккрингтон». Играл на позиции центрального защитника. Впервые на поле вышел 8 сентября 1888 года на стадионе Энфилд против «Эвертона» в первом матче в истории лиги. Единственный мяч забил в ворота команды «Блэкберн Роверс» 15 сентября на стадионе «Лемингтон Роуд» в матче, окончившемся ничейным результатом со счётом 5:5.